# Пожегдин
 Пожегдин — деревня в Усть-Куломском районе Республики Коми в составе сельского поселения  Пожег. 

## География
Расположена на левом берегу реки Вычегда на расстоянии примерно 46 км по прямой от районного центра села Усть-Кулом на северо-восток.  

## История
Известна с 1678 года.

## Население
Постоянное население  составляло 426 человека (коми 99%) в 2002 году, 352 в 2010 .